# Мория
 Тази статия е за мястото от Библията.  За мястото от „Властелинът на пръстените“ вижте Мория (Средна земя).  
Мория (на иврит: מוֹרִיָּה‬‬) е топоним, споменат на две места в Библията.
Името Мория се споменава два пъти в Библията, като е спорно дали в двата случая става дума за едно и също място. В Битие „земя Мория“ е географска област, на една от чиито планини Авраам трябва да принесе в жертва сина си Исаак.[Бит. 22:2] Във Втора книга Паралипоменон „планина Мория“ е мястото в Йерусалим, на което Соломон изгражда Първия храм – Храмовият хълм.[2Пар. 3:1]
Сред съвременните изследователи преобладава мнението, че двете места са различни, като най-често споменаването в Битие се тълкува като изменена форма на „земя на амореите“. По-малка група учени идентифицират Мория със споменатата в Битие „дъбрава Море“[Бит. 22:2] недалеч от Сихем – тази хипотеза се свързва и със самарянската традиция, приемаща за място на планираното жертвоприношение на Исаак планината Гаризим близо до този град.
В ислямската традиция Мория се идентифицира с възвишението Маруа в джамията Харам в Мека.